# Saison 2013 des Rockies du Colorado
La saison 2013 des Rockies du Colorado est la 21e saison en Ligue majeure de baseball pour cette équipe.
Dirigés par Walt Weiss pour une première saison, les Rockies terminent au dernier rang de la division Ouest de la Ligue nationale pour une deuxième année de suite avec 74 victoires contre 88 défaites. C'est 10 victoires de plus que la saison précédente, mais une troisième campagne perdante de suite et une quatrième saison consécutive où l'équipe rate les éliminatoires. Michael Cuddyer des Rockies remporte le championnat des frappeurs de la ligue avec une moyenne au bâton de ,331. Todd Helton prend sa retraite au terme de la saison 2013 après une carrière longue de 17 ans passée exclusivement au Colorado.

## Contexte
Les Rockies vivent une saison de misère en 2012 et terminent avec leur pire résultat en 20 ans d'histoire. Ils remportent 64 matchs et encaissent 98 défaites pour la troisième moins bonne performance des Ligues majeures et une cinquième et dernière place dans la division Ouest de la Ligue nationale. Le joueur d'arrêt-court étoile Troy Tulowitzki est blessé presque toute la saison et ne dispute que 47 matchs, la moyenne de points mérités collective des lanceurs de l'équipe (5,22) est par une bonne marge la pire des majeures et le manager Jim Tracy démissionne quelques jours après la fin de la saison.

## Intersaison
Le 7 novembre 2012, Walt Weiss, un ancien joueur des Rockies, succède à Jim Tracy et devient le sixième gérant de l'histoire de la franchise.
Le 20 novembre, les Rockies échangent le releveur gaucher Matt Reynolds aux Diamondbacks de l'Arizona contre le joueur de champ intérieur Ryan Wheeler. Le 4 décembre, Colorado obtient le lanceur droitier Wilton López des Astros de Houston en retour des lanceurs droitiers Alex White et Alex Gillingham, le dernier évoluant toujours en ligues mineures. Trois lanceurs droitiers, Guillermo Moscoso, Zach Putnam et Josh Roenicke sont perdus au ballottage, passant respectivement aux Royals, aux Cubs et aux Twins.
Le lanceur droitier Mike McClendon rejoint les Rockies après trois ans chez les Brewers de Milwaukee. Deux autres droitiers ayant joué pour les Cubs de Chicago en 2012, Manny Corpas et Chris Volstad, sont du camp d'entraînement des Rockies, tout comme le vétéran droitier Miguel Batista. Le lanceur partant gaucher Jeff Francis est mis sous contrat pour une seconde saison au Colorado. On laisse cependant partir le gaucher Jonathan Sánchez, acquis en 2012 de Kansas City, pour Pittsburgh.
Un ancien receveur des Rockies, Yorvit Torrealba, qui joua au Colorado de 2006 à 2009, revient sur un contrat des ligues mineures. Le joueur d'avant-champ Reid Brignac est obtenu dans un échange en février 2013 avec les Rays de Tampa Bay.
Le vétéran Jason Giambi, qui envisageait la retraite et avait même été brièvement considéré comme successeur à Tracy au poste de gérant, quitte le Colorado après quatre saisons et rejoint les Indians de Cleveland. Le vétéran joueur de premier but Todd Helton, avec les Rockies sans interruption depuis le début de sa carrière en 1997, fait parler de lui durant la saison morte après avoir été arrêté pour conduite en état d'ébriété.

## Calendrier pré-saison
L'entraînement de printemps des Rockies se déroule du 23 février au 30 mars 2013.

## Saison régulière
La saison régulière des Rockies se déroule du 1er avril au 29 septembre 2013 et prévoit 162 parties. Elle débute par une visite aux Brewers de Milwaukee et le premier match local au Coors Field de Denver est disputé le 5 avril contre les Padres de San Diego.

### Juin
- 26 juin : Michael Cuddyer se rend sur les buts pour un 42e match de suite, fracassant le record des Rockies de 41 partagé par Todd Helton et Andrés Galarraga[15].
- 27 juin : Michael Cuddyer établit un nouveau record de franchise en allongeant à 24 sa série de matchs avec au moins un coup sûr. Il abat l'ancienne marque d'équipe de 23 établie en 1995[16] par Dante Bichette, actuel instructeur des Rockies[15].

### Classement
| Ligue nationale (Division Ouest) | V  | D  | %    | Diff. | Diff. (séries) |
| -------------------------------- | -- | -- | ---- | ----- | -------------- |
| Dodgers de Los Angeles           | 92 | 70 | ,568 | -     | -              |
| Diamondbacks de l'Arizona        | 81 | 81 | ,500 | 11    | 9              |
| Padres de San Diego              | 76 | 86 | ,469 | 16    | 14             |
| Giants de San Francisco          | 76 | 86 | ,469 | 16    | 14             |
| Rockies du Colorado              | 74 | 88 | ,457 | 18    | 16             |

## Affiliations en ligues mineures
| Niveau            | Équipe                      | Ligue                         |
| ----------------- | --------------------------- | ----------------------------- |
| AAA               | Sky Sox de Colorado Springs | Ligue de la côte du Pacifique |
| AA                | Drillers de Tulsa           | Texas League                  |
| A-Advanced        | Modesto Nuts                | California League             |
| A                 | Asheville Tourists          | South Atlantic League         |
| A (saison courte) | Tri-City Dust Devils        | Northwest League              |
| Ligue des recrues | Casper Ghosts               | Pioneer League                |
| Ligue des recrues | DSL Rockies                 | Dominican Summer League       |